# Minúscula 47
Minúscula 47 (en la numeración Gregory-Aland), ε 515 (Soden) es un manuscrito griego en minúsculas del Nuevo Testamento, en hojas de pergamino. Es datado paleográficamente en el siglo XV. El manuscrito tiene contenidos complejos y marginalia parcial.

## Descripción
El códice contiene el texto completo de los cuatro Evangelios en 554 hojas (tamaño de 12 cm por 19 cm). El texto está escrito en una columna por página, 14-17 líneas por página. Las hojas a menudo están descolocadas. Según Scrivener, fue escrito por «una mano vil».
El texto está dividido de acuerdo a los κεφαλαια (capítulos), cuyos números se colocan al margen del texto (también en latín), con los τιτλοι (títulos) en la parte superior de las páginas.
Contiene Prolegómenos, Argumentum, listas de los κεφαλαια (tablas de contenido) antes de cada Evangelio, suscripciones al final de cada uno de los Evangelios, con números de στιχοι (solamente en Marcos).

## Texto
El texto griego de este códice es representativo del tipo textual bizantino. Hermann von Soden clasificó a la familia textual Kx. Aland lo colocó en la Categoría V. Según el Perfil del Método de Claremont, representa un texto mixto en Lucas 1. En Lucas 10 y Lucas 20 pertenece a la familia textual Kr.
En Juan 8:2-3 lee και καθισας εδιδασκεν αυτους εν τισιν αντιγραφαις οθτως αγουσι δε οι γραμματεις.
En Juan 8:6 lee και προσποιουμενος.

## Historia
El manuscrito fue fechado por Gregory en el siglo XV. Actualmente es datado por el INTF en el siglo XV.
El manuscrito fue escrito por un escriba llamado Joannes Serbopoulos (o Zerbopoulos), al igual que los manuscritos 56 y 58. Fue utilizado en la Polyglotte de Walton (como Bodl. 1). Fue examinado por Mill (como Bodl. 6).
Fue añadido a la lista de manuscritos del Nuevo Testamento por J. J. Wettstein. C. R. Gregory lo vio en 1883.
Se encuentra actualmente en la Bodleian Library (Auct. D. 5. 2), en Oxford.